# علي بن إسحاق الزاهي
أبو القاسم علي بن إسحاق بن خلف الزّاهي يعرف أيضًا بـابن خلف البغدادي (23 مارس 930 - 15 يوليو 963) شاعر عباسي من أهل القرن العاشر الميلادي/ الرابع الهجري. ولد ببغداد في عائلة مسلمة شيعية. كان يحترف الاتجار بالقطن. نظم شعرًا في مدح آل البيت، ومدح أيضًا بعض الأعيان. امتدح في دعابته وقدرته على إصابة الوصف. قيل أن ديوانه كان أربعة أجزاء، ضاع معظمه. توفي في بغداد ودفن بمقابر قريش. 

## سيرته
هو أبو القاسم أو أبو الحسن علي بن إسحاق بن خلف الزاهي البغدادي. ولد في بغداد في 20 صفر 318 / 23 مارس 930 ونسبة الزاهي تعود إلى قرية بنيسابور. كان يعمل قطاناً ودكانه في قطعة الربيع بحلب. 

وصفه ابن خلكان بأنه الشاعر المشهور، كان كثير المُلَحِ، ذكره الخطيب في تاريخ بغداد، فقال «إنه حسن الشعر في التشبيهات، وغيرها، وأحسب شعره قليلاً».»

مات شابًا في 20 جمادى الآخرة سنة 352/ 15 يوليو 963 في بغداد ودفن في مقابر قريش.

## شعره
كان شعره في أربعة أجزاء وأكثره في مديح أهل البيت وكذلك في مديح سيف الدولة والوزير المهلبي وغيرهما من رؤساء وأعيان عصره، كتب في جميع الموضوعات. برز في الوصف، وكان وصافاً محسناً، حسن الشعر في التشبيهات. ليس له ديوان مطبوع أو شعر مجموع، لأن شعره ضاع. يعد من الشعراء بلاط سيف الدولة الحمداني وكان أكثر مقامه في بغداد ويزور حلب زيارات متقطعة، وقد مدح العباسيين إلى جانب آل البيت والحمدانيين والمهلبي.